# Daniel Clowes

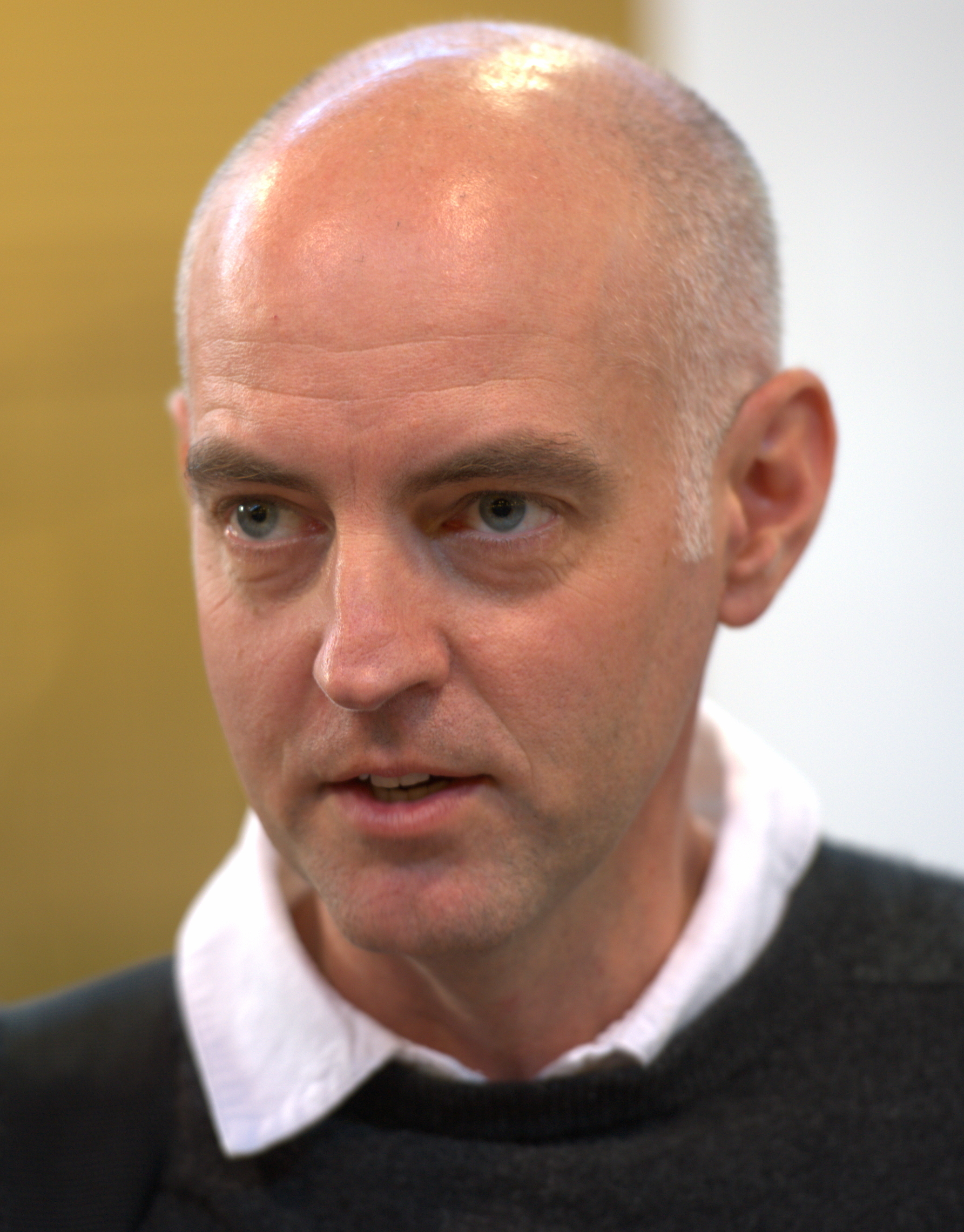
Daniel Clowes, 2010

Daniel Gillespie Clowes (* 14. April 1961 in Chicago) ist ein US-amerikanischer Comickünstler und Drehbuchautor. Einer breiteren Öffentlichkeit bekannt wurde er durch den Film  Ghost World, der auf einem seiner Comics beruht.

## Leben
Nach dem Abschluss der High School 1979 studierte Clowes am Pratt Institute in Brooklyn, New York. Nach dem Abschluss als Bachelor of Fine Arts fand er jedoch in New York keine Anstellung als Illustrator.
Von 1985 bis 1989 veröffentlichte er Geschichten und Bilder im Magazin Cracked, insbesondere „The Uggly Family“. 1985 schrieb und zeichnete Clowes seine erste Lloyd-Llewellyn-Story, aus der schließlich eine Comicbuchreihe mit sechs Bänden wurde (1986–1988, veröffentlicht bei Fantagraphics Books).
1989 veröffentlichte Clowes bei Fantagraphics die erste Ausgabe der Comic-Zeitschrift Eightball, von der bis heute 23 Ausgaben erschienen sind und in der alle Bücher Clowes’ zunächst als Fortsetzungsgeschichten veröffentlicht wurden.
Clowes lebt mit seiner Frau Erika und seinem Sohn Charlie in Oakland (Kalifornien).

## Auszeichnungen
Neben vielfachen Nominierungen für die Harvey Awards gewann er 2005 diesen Preis in den Kategorien Best Writer und Best Single Issue or Story. Er ist weiterhin Träger mehrerer Eisner Awards und wurde für das beste adaptierte Drehbuch für einen Academy Award nominiert (Ghost World).

## Filme
Clowes hat Drehbücher für drei Filme verfasst, die auf seinen Comics basieren: Ghost World (2000, mit Thora Birch, Scarlett Johansson und Steve Buscemi), Art School Confidential (2006, mit John Malkovich und Anjelica Huston) und Wilson – Der Weltverbesserer (2017, mit . Woody Harrelson und Laura Dern). Regisseur war bei den ersten beiden Filmen Terry Zwigoff. Wilson wurde von Craig Johnson gedreht. Zurzeit arbeitet Clowes an einem Drehbuch für „The Death Ray“, produziert von Jack Blacks Black and White Productions.

## Sonstiges
- Die Hauptperson in Ghost World ist Enid Coleslaw, ein  Anagramm für Daniel Clowes.
- In dem Video „I Don't Want to Grow Up“ der Ramones ist Clowes Kunst zu sehen.
- Er illustrierte über 20 Plattencover, unter anderem das Album The Smoke of Hell der Supersuckers.
- Das Poster zu dem Film Happiness von Todd Solondz stammt von Clowes.
- Clowes erscheint (als er selbst) in der siebten Folge der neunzehnten Simpsons-Staffel.

## Werke (Auswahl)

### Comics
- Lloyd Llewellyn #1-#6 (1986–1987) und ein Special (1988)
- Eightball #1-#23
- Wilson (Drawn and Quarterly, 2010), deutschsprachige Ausgabe unter demselben Titel. Eichborn, Frankfurt am Main 2010, ISBN 978-3-8218-6128-9.
- Patience. Übersetzung Jan Dinter. Reprodukt, Berlin 2017, ISBN 978-3-95640-119-0.

### Sammelausgaben
- Like a Velvet Glove Cast in Iron (Eightball #1-#10, deutsch: Wie ein samtener Handschuh in eisernen Fesseln)
- Pussey! (Eightball #1, #3, #4, #6, #8, #9, #12, #14)
- Orgy Bound
- Lout Rampage
- Ghost World (Eightball #11-#18, auch als deutsche Ausgabe unter demselben Titel)
- Caricature Zusammenstellung verschiedener Eightball-Kurzgeschichten  und einer in Esquire erschienenen Story („Green Eyeliner“, deutsch: Karikatur)
- David Boring (Eightball #19-#21, im April 2007 als deutsche Ausgabe unter demselben Titel)
- Twentieth Century Eightball Zusammenstellung verschiedener Eightball-Geschichten

### Filme
- 2001: Ghost World
- 2006: Art School Confidential
- 2017: Wilson – Der Weltverbesserer (Wilson)

## Ausstellungen
- 2014: Eye of the Cartoonist: Daniel Clowes’s Selections from Comics History. Comics-Related Events. Wexner Center for the Arts, The Ohio State University, Columbus, Ohio[1].
- 2013: Modern Cartoonist. The Art of Daniel Clowes. gegenüber 2012 erweiterte Fassung, Museum of Contemporary Art (Chicago)[2].
- 2012: Modern Cartoonist. The Art of Daniel Clowes. Oakland Museum of California, Oakland.[3]
- 2011: Daniel Clowes (US). Fumetto Festival, Kunstmuseum Luzern[4].
- 2003/2004: Daniel Clowes, Richard Heller Gallery, Santa Monica.